# Cryptus rufoplagiatus
Cryptus rufoplagiatus är en stekelart som beskrevs av Cameron 1906. Cryptus rufoplagiatus ingår i släktet Cryptus och familjen brokparasitsteklar. Inga underarter finns listade i Catalogue of Life.